# Dracaena (plant)
Dracaena is de botanische naam van een geslacht van eenzaadlobbige planten. Volksnamen zijn drakenbloedboom, drakenboom of drakenplant. Het geslacht omvat karakteristieke planten als de (Canarische) drakenbloedboom (Dracaena draco) en de (Socotrische) drakenbloedboom (Dracaena cinnabari). Net als bij palmen is het mogelijk van mening te verschillen of dit echte bomen zijn. Anders dan de meeste eenzaadlobbigen kan bij Dracaena secundaire verdikking van de stam optreden. Dit verschijnsel wordt wel 'dracenoïde verdikking' genoemd.
Er is nooit veel overeenstemming geweest over de omschrijving of plaatsing van het geslacht. Volgens het APG II-systeem (2003) is de plaatsing in de familie Ruscaceae of de Asparagaceae. Volgens andere indelingen werd Dracaena ingedeeld in de familie Dracaenaceae of Agavaceae. In het APG III-systeem (2009) is de plaatsing in de aspergefamilie (Asparagaceae)
De meeste soorten komen van nature voor in Afrika en nabijgelegen eilanden. Een paar soorten komen voor in Zuid-Azië en één in tropisch Midden-Amerika.
Een helderrood hars ('drakenbloed') wordt geproduceerd van Dracaena draco en in vroegere tijden tevens van Dracaena cinnabari. Sommige soorten zoals Dracaena fragrans, Dracaena draco, Dracaena godseffiana, Dracaena reflexa en Dracaena sanderiana worden als kamerplant gehouden.
Het geslacht kan naargelang de groeiwijze worden onderverdeeld in twee groepen:
1. een groep van boomachtige soorten met forse stammen en stijve brede bladeren, die in aride halfwoestijngebieden groeien en bekendstaan als draken(bloed)bomen
2. een groep van kleinere struikachtige soorten met dunne stengels en flexibele lijnvormige bladeren, die als ondergroei van nature voorkomen in regenwouden en vaak als kamerplanten worden gehouden, bekend als struikachtige dracaena's of  drakenplanten.

## Soorten

### Draken(bloed)bomen
- Dracaena arborea
- Dracaena cinnabari (leverancier van vermiljoenrood)

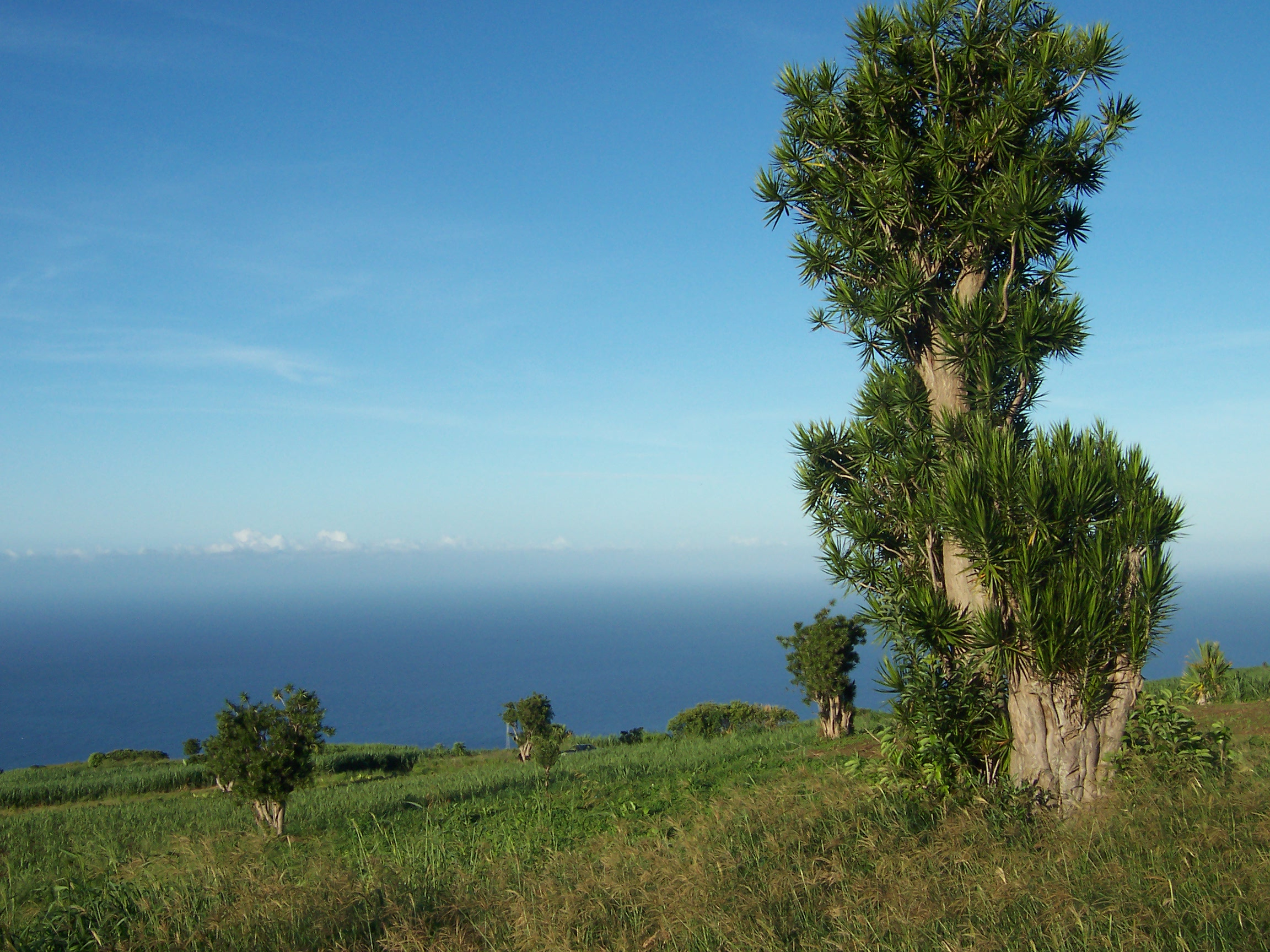
Dracaena reflexa

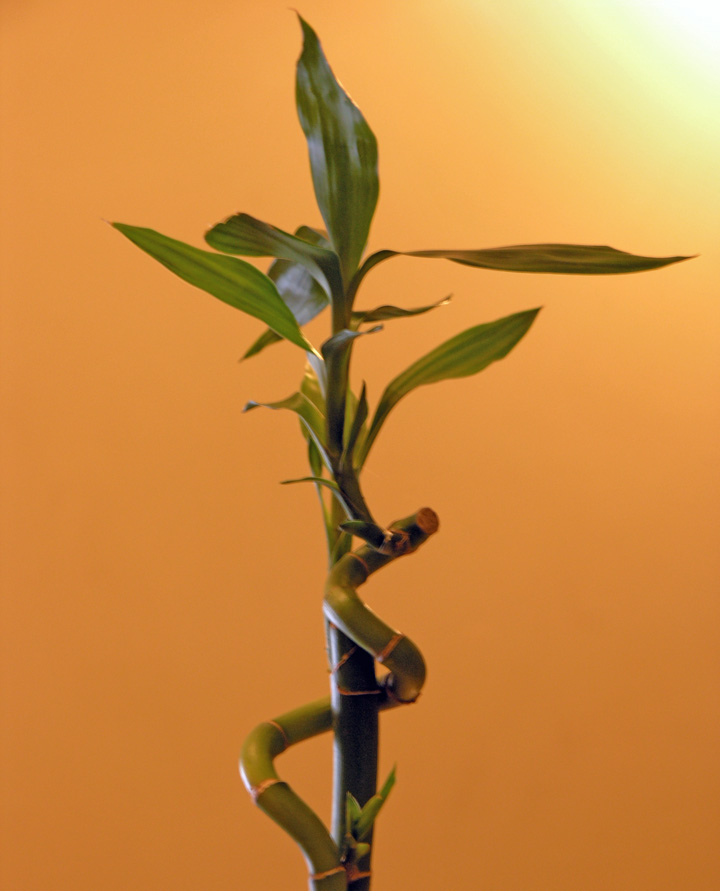
Dracaena sanderiana (lucky bamboo)

- Dracaena draco - drakenbloedboom
- Dracaena ombet

### Struikachtige dracaena's
- Dracaena aletriformis
- Dracaena americana
- Dracaena angolensis
- Dracaena aubryana
- Dracaena bacularis
- Dracaena bicolor
- Dracaena cincta
- Dracaena concinna
- Dracaena elliptica
- Dracaena fragrans
- Dracaena goldieana
- Dracaena mannii
- Dracaena marmorata
- Dracaena phrynioides
- Dracaena reflexa
- Dracaena sanderiana
- Dracaena surculosa
- Dracaena trifasciata
- Dracaena umbraculifera